# اولین مراسم تحلیف دونالد ترامپ
اولین مراسم تحلیف دونالد ترامپ به عنوان چهل و پنجمین رئیس‌جمهور ایالات متحده آمریکا در روز جمعه ۲۰ ژانویه ۲۰۱۷ در سمت غربی ساختمان کاخ کنگره آمریکا واشینگتن، دی.سی. برگزار شد. تحلیف ریاست جمهوری ایالات متحده آغازگر دورهٔ چهار سالهٔ دونالد ترامپ به عنوان رئیس‌جمهور و مایک پنس را به عنوان معاون رئیس‌جمهور ایالات متحده آمریکا بود. مراسم سوگند خوردن ریاست جمهوری به وسیلهٔ قاضی ارشد ایالات متحده آمریکا جان رابرتس و سوگند معاون رئیس‌جمهور به وسیلهٔ قاضی دیوان عالی کلارنس توماس انجام شد. ترامپ در حالی که دست چپش بر روی انجیل لینکلن و انجیل خانوادگیش بود، به عنوان رئیس‌جمهور سوگند خورد.
در چارچوب مراسم تحلیف، کنسرت‌ها، رژه، مراسم رقص و دعای ملی برگزار شد.

## اجراهای هنری
جکی ایوینکو، تری دورز داون، ساموئل دیوید مور، توبی کیت، لی گرینوود، و فرانتمن آو کانتری در جشن‌های گوناگون مراسم تحلیف به اجرا پرداختند.

## نگارخانه
- پایان تحلیف دونالد ترمپ به صفت رئیس جمهور ایالات متحدهٔ امریکا و برگشت شرکت کنندگان